# Agiá (ort)
Agiá är en ort i Grekland.   Den ligger i prefekturen Nomós Prevézis och regionen Epirus, i den västra delen av landet, 300 km nordväst om huvudstaden Aten. Agiá ligger 504 meter över havet och antalet invånare är 918.
Terrängen runt Agiá är kuperad. Havet är nära Agiá åt sydväst.  Närmaste större samhälle är Parga, 4,7 km sydost om Agiá. 